# Mardy Fish
Mardy Simpson Fish (Edina, VS, 9 december 1981) is een voormalig Amerikaans tennisser. Hij is prof sinds 2000. Hij kwam in 2002 voor het eerst de top 100 en in 2003 voor het eerst de top 50 binnen. In 2011 bereikte hij voor het eerst de top 10. Zijn hoogste plaats op de ATP-ranglijst is de 7e, die hij behaalde op 15 augustus 2011.
Fish schreef in zijn carrière zes enkeltoernooien op zijn naam. In het enkelspel won hij ook vier challengers en een futurestoernooi. Zijn beste resultaat in het enkelspel op een grandslamtoernooi is de kwartfinale op de Australian Open van 2007 en de US Open van 2008. In 2004 won hij de zilveren medaille in het enkelspel op de Olympische Zomerspelen van Athene.

## Biografie

### Jeugd
Fish is de zoon van tennistrainer Tom en huisvrouw Sally. Hij werd geboren in Edina. Op 2-jarige leeftijd kwam hij voor het eerst in contact met de roem, toen een televisiestation liet zien hoe hij tennisballen over het net sloeg vanaf de baseline. In 1985 verhuisde de familie naar Vero Beach waar Mardy drie jaar les volgde aan Vero Beach High School. Daarna verhuisde Fish naar Boca Raton om zijn laatste schooljaar af te maken. Tijdens dit jaar leerde hij Andy Roddick kennen.

## Carrière

### 2000-2002
Fish werd in 2000 op 18-jarige leeftijd professional. Zijn eerste jaren als prof tenniste hij in het Challenger en Future circuit, de laagste internationale toernooien. Zijn eerste ATP-titel behaalde hij in 2002 door de herendubbel van het ATP-toernooi van Houston te winnen met Andy Roddick.

### 2003
In 2003 won Fish zijn eerste ATP-titel in de enkel. Hij versloeg in de finale de Zweed Robin Söderling waarmee hij de winnaar was van het ATP-toernooi van Stockholm. Tevens behaalde hij bij het ATP-toernooi van Cincinnati een finaleplaats waarin hij vervolgens in drie sets verloor van Andy Roddick. Hij eindigde het jaar op een 20ste plaats op de wereldranglijst.

### 2004-2005
Fish kon zijn goede spel uit het voorgaande jaar hervatten en wederom behaalde hij twee ATP-finales. In het ATP-toernooi van San José verloor hij de finale van Andy Roddick en in het ATP-toernooi van Halle verloor hij kansloos van Roger Federer. Later in dat jaar behaalde Fish een zilveren medaille op de Olympische Zomerspelen 2004 in Athene. Hij verloor in de finale van de Chileen Nicolás Massú, nadat hij in voorgaande rondes spelers als Juan Carlos Ferrero en Fernando González had uitgeschakeld.
In 2005 blesseerde Fish zijn linkerpols. Door deze blessure heeft hij slechts 17 wedstrijden in dit jaar gespeeld.

### 2006
Door de blessure in 2005 was Fish een hoop plaatsen teruggevallen op de wereldranglijst. In 2006 kwam hij sterk terug door in april gelijk het ATP-toernooi van Houston te winnen. Hij won in de finale van de Oostenrijker Jürgen Melzer. Tijdens Wimbledon 2006 bereikte hij de derde ronde door de Amerikaan Robby Ginepri en de Nederlander Melle van Gemerden te verslaan. De dag voor de derde ronde liep hij voedselvergiftiging op waardoor hij zijn partij moest opgeven tegen de Georgiër Irakli Labadze.

### 2007
In 2007 steeg Fish weer een aantal plekken op de ranglijst door goede resultaten tijdens de Australian Open. Op dag 1 van het toernooi versloeg hij de als vierde geplaatste Kroaat Ivan Ljubičić. Fish werd vervolgens in de kwartfinale door landgenoot Roddick verslagen. Op het ATP-toernooi van New Haven behaalde hij een finaleplaats alvorens van landgenoot James Blake te verliezen.

### 2008
Fish startte het jaar goed door samen met Serena Williams de Hopman Cup te winnen in Perth (Australië).
In de derde ronde van de Australian Open was zijn tegenstander de Fin Jarkko Nieminen. In de derde set van deze partij kregen umpire Damian Steiner en Fish flinke ruzie. Steiner dacht dat Fish een lijnrechter probeerde raak te slaan met een tennisbal. Na dit incident was Fish flink gefrustreerd en won hij in de rest van de partij nog maar 3 games.
Het ATP-toernooi van Indian Wells werd een groot succes voor Fish. Hij behaalde hier de finale door spelers als Nikolaj Davydenko, David Nalbandian en toenmalig #1 Roger Federer te verslaan. In de finale verloor hij in een 3-setter van Novak Đoković.
Op de US Open behaalde Fish de kwartfinale door in de derde ronde van zijn vriend James Blake te winnen. Hij verloor deze kwartfinale uiteindelijk van de Spanjaard Rafael Nadal.

### 2009
Fish begon het jaar goed door de herendubbel van het ATP-toernooi van Memphis samen met Mark Knowles te winnen. Vervolgens wist hij tijdens het ATP-toernooi van Delray Beach zijn 3de ATP-titel te pakken door de Rus Evgeny Korolev te verslaan.
In mei behaalde hij de kwartfinale in het ATP-toernooi van Estoril alvorens te worden uitgeschakeld door de Rus Nikolaj Davydenko.
Op Wimbledon 2009 behaalde hij de derde ronde, een evenaring van zijn prestaties in 2003 en 2006.

## Palmares
| Legenda                       | Legenda               |
| ----------------------------- | --------------------- |
| Grand Slam                    |                       |
| Olympische Spelen             |                       |
| tot 2009                      | vanaf 2009            |
| Tennis Masters Cup            | ATP Finals            |
| ATP Masters Series            | ATP Tour Masters 1000 |
| ATP International Series Gold | ATP Tour 500          |
| ATP International Series      | ATP Tour 250          |

### Enkelspel
| Nr.                  | Datum            | Toernooi         | Ondergrond    | Tegenstander in finale | Score                   | Details |
| -------------------- | ---------------- | ---------------- | ------------- | ---------------------- | ----------------------- | ------- |
| Gewonnen finales     |                  |                  |               |                        |                         |         |
| 1.                   | 20 oktober 2003  | ATP Stockholm    | Hardcourt (i) | Robin Söderling        | 7-5, 3-6, 7-6           | Details |
| 2.                   | 10 april 2006    | ATP Houston      | Gravel        | Jürgen Melzer          | 3-6, 6-4, 6-3           | Details |
| 3.                   | 1 maart 2009     | ATP Delray Beach | Hardcourt     | Evgeny Korolev         | 7-5, 6-3                | Details |
| 4.                   | 11 juli 2010     | ATP Newport      | Gras          | Olivier Rochus         | 5–7, 6–3, 6–4           | Details |
| 5.                   | 25 juli 2010     | ATP Atlanta      | Hardcourt     | John Isner             | 4–6, 6–4, 7–6(4)        | Details |
| 6.                   | 24 juli 2011     | ATP Atlanta (2)  | Hardcourt     | John Isner             | 3–6, 7–6(6), 6–2        | Details |
| Verloren finales     |                  |                  |               |                        |                         |         |
| 1.                   | 10 maart 2003    | ATP Delray Beach | Hardcourt     | Jan-Michael Gambill    | 0-6, 6-7                | Details |
| 2.                   | 23 juni 2003     | ATP Nottingham   | Gras          | Greg Rusedski          | 3-6, 2-6                | Details |
| 3.                   | 18 augustus 2003 | ATP Cincinnati   | Hardcourt     | Andy Roddick           | 6-4, 6-7, 6-7           | Details |
| 4.                   | 16 februari 2004 | ATP San José     | Hardcourt (i) | Andy Roddick           | 6-7, 4-6                | Details |
| 5.                   | 14 juni 2004     | ATP Halle        | Gras          | Roger Federer          | 0-6, 3-6                | Details |
| 6.                   | 22 augustus 2004 | Athene           | Hardcourt     | Nicolás Massú          | 3-6, 6-3, 6-2, 3-6, 4-6 | Details |
| 7.                   | 27 augustus 2007 | ATP New Haven    | Hardcourt     | James Blake            | 5-7, 4-6                | Details |
| 8.                   | 23 maart 2008    | ATP Indian Wells | Hardcourt     | Novak Đoković          | 2-6, 7-5, 3-6           | Details |
| 9.                   | 23 augustus 2008 | ATP New Haven    | Hardcourt     | Marin Čilić            | 4-6, 6-4, 2-6           | Details |
| 10.                  | 15 februari 2009 | ATP San José     | Hardcourt (i) | Radek Štěpánek         | 6-3, 4-6, 2-6           | Details |
| 11.                  | 13 juni 2010     | ATP Londen       | Gras          | Sam Querrey            | 7–6(3), 7–5             | Details |
| 12.                  | 22 augustus 2010 | ATP Cincinnati   | Hardcourt     | Roger Federer          | 7-6(5), 6-7(1), 4-6     | Details |
| 13.                  | 31 juli 2011     | ATP Los Angeles  | Hardcourt     | Ernests Gulbis         | 7-5, 4-6, 4-6           | Details |
| 14.                  | 14 augustus 2011 | ATP Montréal     | Hardcourt     | Novak Đoković          | 2-6, 6-3, 4-6           | Details |
| Gewonnen challengers |                  |                  |               |                        |                         |         |
| 1.                   | 12 augustus 2002 | New York         | Hardcourt     | Denis Golovanov        | 1-6, 6-1, 7-5           |         |
| 2.                   | 21 oktober 2002  | San Antonio      | Hardcourt     | Jack Brasington        | 6-3, 7-5                |         |
| 3.                   | 3 april 2006     | Tallahassee      | Hardcourt     | Zack Fleishman         | 7-5, 7-6                |         |
| 4.                   | 5 juni 2006      | Surbiton         | Gras          | Wesley Moodie          | 6-2, 7-6                |         |

### Dubbelspel
| Nr.                           | Datum            | Toernooi         | Ondergrond    | Partner        | Tegenstanders in finale            | Score               | Details |
| ----------------------------- | ---------------- | ---------------- | ------------- | -------------- | ---------------------------------- | ------------------- | ------- |
| Gewonnen finales heren dubbel |                  |                  |               |                |                                    |                     |         |
| 1.                            | 29 april 2002    | ATP Houston      | Gravel        | Andy Roddick   | Neville Godwin Jan-Michael Gambill | 6-4, 6-4            | Details |
| 2.                            | 16 februari 2004 | ATP San José     | Hardcourt     | James Blake    | Rick Leach Brian MacPhie           | 6-2, 7-5            | Details |
| 3.                            | 19 april 2004    | ATP Houston      | Gravel        | James Blake    | Rick Leach Brian MacPhie           | 6-3, 6-4            | Details |
| 4.                            | 7 juli 2008      | ATP Newport      | Gras          | John Isner     | Rohan Bopanna Aisam-ul-Haq Qureshi | 6-4, 7-6            | Details |
| 5.                            | 13 februari 2009 | ATP Memphis      | Hardcourt (i) | Mark Knowles   | Travis Parrott Filip Polášek       | 7-6, 6-1            | Details |
| 6.                            | 9 maart 2009     | ATP Indian Wells | Hardcourt     | Andy Roddick   | Maks Mirni Andy Ram                | 3-6, 6-1, 14-12     | Details |
| 7.                            | 14 februari 2010 | ATP San José     | Hardcourt     | Sam Querrey    | Benjamin Becker Leonardo Mayer     | 7-6, 7-5            | Details |
| 8.                            | 8 augustus 2010  | ATP Washington   | Hardcourt     | Mark Knowles   | Tomáš Berdych Radek Štěpánek       | 4–6, 7–6(7), [10-7] | Details |
| Verloren finales heren dubbel |                  |                  |               |                |                                    |                     |         |
| 1.                            | 8 februari 2006  | ATP Memphis      | Hardcourt     | James Blake    | Chris Haggard Ivo Karlović         | 6-0, 5-7, 5-10      | Details |
| 2.                            | 15 mei 2011      | ATP Rome         | Gravel        | Andy Roddick   | John Isner Sam Querrey             | walk over           | Details |
| 3.                            | 4 augustus 2013  | ATP Washington   | Hardcourt     | Radek Štěpánek | Julien Benneteau Nenad Zimonjic    | 6-7(5), 5-7         | Details |

## Prestatietabel
| Legenda | Legenda                          |
| ------- | -------------------------------- |
| g.t.    | geen toernooi gehouden           |
| l.c.    | lagere categorie                 |
| –       | niet deelgenomen                 |
| G       | uitgeschakeld in de groepsfase   |
| 1R      | uitgeschakeld in de eerste ronde |
| 2R      | uitgeschakeld in de tweede ronde |
| 3R      | uitgeschakeld in de derde ronde  |
| 4R      | uitgeschakeld in de vierde ronde |
| KF      | uitgeschakeld in de kwartfinale  |
| HF      | uitgeschakeld in de halve finale |
| F       | de finale verloren               |
| W       | het toernooi gewonnen            |
| w-v     | winst/verlies-balans             |

### Prestatietabel enkelspel
Deze gegevens zijn bijgewerkt tot en met 18 oktober 2015
| Toernooi              | 2000              | 2001              | 2002              | 2003              | 2004              | 2005              | 2006              | 2007              | 2008              | 2009              | 2010              | 2011              | 2012              | 2013              | 2015              | Carrière winst-verlies |
| --------------------- | ----------------- | ----------------- | ----------------- | ----------------- | ----------------- | ----------------- | ----------------- | ----------------- | ----------------- | ----------------- | ----------------- | ----------------- | ----------------- | ----------------- | ----------------- | ---------------------- |
| Grandslamtoernooien   |                   |                   |                   |                   |                   |                   |                   |                   |                   |                   |                   |                   |                   |                   |                   |                        |
| Australian Open       | –                 | –                 | 2R                | 3R                | 1R                | 2R                | –                 | KF                | 3R                | 3R                | 1R                | 2R                | 2R                | –                 | –                 | 14-10                  |
| Roland Garros         | –                 | –                 | –                 | 1R                | –                 | 1R                | –                 | –                 | 2R                | 1R                | 2R                | 3R                | –                 | –                 | –                 | 4-6                    |
| Wimbledon             | –                 | 1R                | –                 | 3R                | 2R                | –                 | 3R                | 1R                | 1R                | 3R                | 2R                | KF                | 4R                | –                 | –                 | 15-10                  |
| US Open               | 1R                | 1R                | 2R                | 2R                | 2R                | 1R                | 2R                | 2R                | KF                | –                 | 4R                | 4R                | 4R                | –                 | 2R                | 19-12                  |
| Winst-verlies         | 0-1               | 0-2               | 2-2               | 5-4               | 2-3               | 1-3               | 3-2               | 5-3               | 7-4               | 4-3               | 5-4               | 10-4              | 7-2               | 0-0               | 1-1               | 52-38                  |
| Tennis Masters Cup    |                   |                   |                   |                   |                   |                   |                   |                   |                   |                   |                   |                   |                   |                   |                   |                        |
| ATP World Tour Finals | –                 | –                 | –                 | –                 | –                 | –                 | –                 | –                 | –                 | –                 | –                 | G                 | –                 | –                 | –                 | 0-3                    |
| ATP Masters 1000      |                   |                   |                   |                   |                   |                   |                   |                   |                   |                   |                   |                   |                   |                   |                   |                        |
| Indian Wells          | –                 | 2R                | 1R                | –                 | KF                | 2R                | 3R                | 2R                | F                 | 2R                | 2R                | 2R                | 3R                | 3R                | 1R                | 20-13                  |
| Miami                 | 2R                | –                 | 2R                | 3R                | 2R                | 2R                | 2R                | –                 | 1R                | 2R                | 4R                | HF                | KF                | –                 | –                 | 16-11                  |
| Monte Carlo           | –                 | –                 | –                 | 1R                | –                 | –                 | –                 | –                 | –                 | –                 | –                 | –                 | –                 | –                 | –                 | 0-1                    |
| Rome                  | –                 | –                 | –                 | 2R                | –                 | –                 | –                 | 1R                | 2R                | 2R                | –                 | 3R                | –                 | –                 | –                 | 5-5                    |
| Hamburg               | –                 | –                 | –                 | 1R                | –                 | –                 | –                 | 1R                | 1R                | Geen Masters 1000 | Geen Masters 1000 | Geen Masters 1000 | Geen Masters 1000 | Geen Masters 1000 | Geen Masters 1000 | 0-3                    |
| Madrid                | –                 | –                 | –                 | 3R                | 2R                | –                 | 2R                | 1R                | 2R                | 1R                | 2R                | 1R                | –                 | –                 | –                 | 7-8                    |
| Montréal/Toronto      | –                 | –                 | –                 | 1R                | –                 | –                 | –                 | –                 | 1R                | –                 | –                 | F                 | KF                | –                 | –                 | 6-4                    |
| Cincinnati            | 1R                | –                 | –                 | F                 | 1R                | –                 | 2R                | 1R                | 1R                | –                 | F                 | HF                | KF                | 1R                | 2R                | 18-11                  |
| Shanghai              | Geen Masters 1000 | Geen Masters 1000 | Geen Masters 1000 | Geen Masters 1000 | Geen Masters 1000 | Geen Masters 1000 | Geen Masters 1000 | Geen Masters 1000 | Geen Masters 1000 | –                 | –                 | 2R                | –                 | –                 | –                 | 0-1                    |
| Parijs                | –                 | –                 | –                 | 1R                | 2R                | –                 | –                 | 2R                | –                 | –                 | –                 | 3R                | –                 | –                 | –                 | 3-4                    |
| Olympische Spelen     |                   |                   |                   |                   |                   |                   |                   |                   |                   |                   |                   |                   |                   |                   |                   |                        |
| Olympische Spelen     | –                 | n.v.t.            | n.v.t.            | n.v.t.            | F                 | n.v.t.            | n.v.t.            | n.v.t.            | –                 | n.v.t.            | n.v.t.            | n.v.t.            | –                 | n.v.t.            | n.v.t.            | 5-1                    |
| Statistieken          |                   |                   |                   |                   |                   |                   |                   |                   |                   |                   |                   |                   |                   |                   |                   |                        |
| Totaal aantal titels  | 0                 | 0                 | 0                 | 1                 | 0                 | 0                 | 1                 | 0                 | 0                 | 1                 | 2                 | 1                 | 0                 | 0                 | 0                 | 6                      |
| Totaal winst-verlies  | 3-4               | 5-8               | 11-11             | 39-25             | 29-20             | 6-11              | 22-18             | 24-21             | 32-23             | 21-16             | 37-15             | 43-25             | 21-11             | 4-5               | 2-4               | 302-219                |
| Eindejaarsranking     | 305               | 141               | 81                | 20                | 37                | 227               | 47                | 39                | 23                | 55                | 16                | 8                 | 27                | 373               |                   | n.v.t.                 |

### Prestatietabel dubbelspel
| Australian Open   | –      | 1R     | 1R     | –  | KF     | –      | 2R     | – | KF     | –      |
| Roland Garros     | –      | 2R     | –      | –  | –      | –      | –      | – | –      | 2R     |
| Wimbledon         | –      | 1R     | –      | –  | –      | –      | –      | – | HF     | 1R     |
| US Open           | 3R     | 2R     | 1R     | –  | –      | 2R     | –      | – | –      | –      |
| Olympische Spelen |        |        |        |    |        |        |        |   |        |        |
| Olympische Spelen | n.v.t. | n.v.t. | n.v.t. | 1R | n.v.t. | n.v.t. | n.v.t. | – | n.v.t. | n.v.t. |